# Doktryna powstrzymywania
Doktryna powstrzymywania (ang. containment), miała na celu powstrzymywanie wzrostu wpływów ZSRR, a później również Chin, przez niedopuszczenie do ekspansji komunizmu na świecie. Teoretyczne zasady polityki containment stworzył George Kennan w anonimowym artykule z 1947 r.
Kennan za główny cel polityki USA uznał zapobieganie rozprzestrzenianiu się komunizmu do krajów nim nieogarniętych, przez tworzenie systemu sojuszy wojskowych. Containment było jednym z głównych celów doktryny Trumana, a jego efektem m.in. powstanie NATO (1949), a później: ANZUS (1951), SEATO (1954) oraz CENTO (1955).
W latach sześćdziesiątych XX wieku, w związku z popularyzacją teorii efektu domina, (w skrócie - teorii domina) rozszerzono stosowanie doktryny powstrzymywania również na wsparcie dla proamerykańskich rządów na całym świecie (także reżimowych) oraz rozwiązania siłowe w celu zapobieżenia „eksportowi rewolucji”.
Najbardziej spektakularnymi operacjami, przeprowadzonymi wskutek stosowania filozofii powstrzymywania, były: wojna w Korei, kryzys kubański, wojna w Wietnamie oraz pomoc amerykańska w czasie wojny w Afganistanie.
Po wojnie wietnamskiej (1955–1975) Kennan stwierdził, że doszło do nadinterpretacji jego idei i że sam nigdy nie usprawiedliwiłby w ten sposób interwencji wojskowej.
Doktrynę powstrzymywania uznaje się za rozwinięcie doktryny Trumana (1947).